# Schizomitrium radicans
Schizomitrium radicans là một loài Rêu trong họ Hookeriaceae. Loài này được (Besch.) H.A. Crum mô tả khoa học đầu tiên năm 1984.